# Конуш (област Хасково)
 За другото българско село с име Конуш вижте Конуш (област Пловдив).  
Конуш е село в Южна България. То се намира в община Хасково, област Хасково.

## География
Селото се намира само на 10 км от областния център Хасково и е разположено на главния път Кърджали-Хасково. Разположено е в хълмиста местност с двата известни хълма Големия Хисар и Малкия Хисар. Близо до селото се намира яз.Тракиец

## История
Конуш е споменато от Корнелий Шепер - пратеник до Портата, през 1533 г. като "тържище".
През ХХ век мелницата в Конуш е обслужвала основно Родопския край. От 1928 година тя е била собственост на турчина Котуролу. При него по онова време работят братята Янко и Пилю Тончеви. Мелницата става тяхна собственост през 1936 г., а техен наследник е синът на Пилю Тончев, Димитър, чиито синове Златко и Пилю на свой ред я наследяват през 1994 година. През 1991 година се проектира и започва строителството на ново предприятие, съобразено с всички авангардни решения в мелничарството.

## Население
Численост
Численост на населението според преброяванията през годините:
| \| Година на преброяване \| Численост \| \| --------------------- \| --------- \| \| 1934 \| 1101 \| \| 1946 \| 1131 \| \| 1956 \| 1020 \| \| 1965 \| 1049 \| \| 1975 \| 1025 \| \| 1985 \| 795 \| \| 1992 \| 804 \| \| 2001 \| 778 \| \| 2011 \| 695 \| \| 2021 \| 654 \| |           |
| Година на преброяване | Численост |
| 1934 | 1101      |
| 1946 | 1131      |
| 1956 | 1020      |
| 1965 | 1049      |
| 1975 | 1025      |
| 1985 | 795       |
| 1992 | 804       |
| 2001 | 778       |
| 2011 | 695       |
| 2021 | 654       |

### Етнически състав
Преброяване на населението през 2011 г.
Численост и дял на етническите групи според преброяването на населението през 2011 г.:
|                     | Численост | Дял (в %) |
| Общо                | 695       | 100,00    |
| Българи             | 444       | 63,88     |
| Турци               | 4         | 0,57      |
| Цигани              | 241       | 34,67     |
| Други               | 0         | 0,00      |
| Не се самоопределят | 3         | 0,43      |
| Неотговорили        | 3         | 0,43      |

## Културни и природни забележителности
В селото има паметник на Незнайния войн, паметна плоча в чест на загиналите в двете световни войни. Край селото е забележителността Марковия камък, за който се носи легенда, че е бил хвърлен от самия Крали Марко. В селото също има и музей, който не функционира.

## Галерия
- Централната част на село Конуш със сградата на кметството
- църквата „Свети Иван Рилски“, построена през 1925 г.

## Личности
Родени
- Манол Тодоров – известен хуморист, през петдесетте години на миналия век е бил главен редактор на вестник „Хасковска трибуна“.
- Николай ПАВЛОВ Колев (22.09.1950) – поет, белетрист и драматург, работещ в редакция „Хумор, сатира и забава“ на Българското национално радио.
- Недялко Недялков (1970 – ) – кавалджия, композитор и солист на Българско национално радио.[5][6]